# Bổ đề Johnson–Lindenstrauss
Trong toán học, bổ đề Johnson–Lindenstrauss là một mệnh đề về việc ánh xạ một tập hợp các điểm trong không gian Euclid nhiều chiều về không gian ít chiều. Bổ đề khẳng định rằng với mọi tập hợp điểm trong không gian Euclid, đều tồn tại cách ánh xạ các điểm này vào không gian có số chiều nhỏ hơn số điểm rất nhiều và không phụ thuộc số chiều ban đầu sao cho khoảng cách giữa các điểm gần như được giữ nguyên.
Bổ đề này có nhiều ứng dụng trong cảm biến nén, học đa tạp, giảm chiều, và nhúng metric. Trong nhiều trường hợp, dữ liệu (chẳng hạn như văn bản hay hình ảnh) có thể được xem là các điểm trong không gian nhiều chiều. Tuy nhiên các thuật toán xử lý chúng thường chậm đi nhiều khi số chiều tăng lên. Do đó một phương pháp để làm tăng tốc độ thuật toán là làm giảm số chiều của dữ liệu trong khi vẫn giữ được thông tin quan trọng trong chúng. Bổ đề Johnson–Lindenstrauss là một kết quả cổ điển về vấn đề này.

## Phát biểu
Với mọi 0 < ε < 1, tập hợp X gồm m điểm trong RN, và một số nguyên 
n > n 0 = O(ln(m) / ε 2), tồn tại một hàm Lipschitz ƒ : RN → Rn sao cho
{\displaystyle (1-\varepsilon )\|u-v\|^{2}\leq \|f(u)-f(v)\|^{2}\leq (1+\varepsilon )\|u-v\|^{2}}
với mọi u, v ∈ X.
Một cách chứng minh bổ đề là chọn ƒ là phép chiếu xuống một không gian ngẫu nhiên n chiều trong RN, và sử dụng hiện tượng tập trung độ đo.
Số chiều của bổ đề là chặt cho tới thừa số log(1/ε), nghĩa là tồn tại m điểm sao cho để giữ nguyên khoảng cách giữa các điểm tới thừa số 1+ε, cần sử dụng
{\displaystyle \Omega \left({\frac {\log(m)}{\varepsilon ^{2}\log(1/\varepsilon )}}\right)}
chiều.